# Đại Thịnh
Đại Thịnh là xã huyện lỵ thuộc huyện Mê Linh, thành phố Hà Nội, Việt Nam.
Xã Đại Thịnh có diện tích 8.38 km², dân số năm 1999 là 9.146 người, mật độ dân số đạt 1.091 người/km².